# Europska Formula 2 – sezona 1968.
| Europska Formula 2 1968. | Europska Formula 2 1968.                   |
| ------------------------ | ------------------------------------------ |
| Prvak                    | Jean-Pierre Beltoise (Matra-Ford Cosworth) |
| Prethodna sezona         | Sljedeća sezona                            |
| 1967.                    | 1969.                                      |
| Formula 1 – sezona 1968. |                                            |

Europska Formula 2 - sezona 1968. je bila 2. sezona Europske Formule 2. Naslov prvaka osvojio je Jean-Pierre Beltoise u bolidu Matra-Ford Cosworth za momčad Matra Sports. Jochen Rindt je u svom bolidu Brabham-Ford Cosworth za momčad Roy Winkelmann Racing, pobijedio na šest utrka, no kako je nastupao kao gostujući vozač, nije mogao osvajati bodove. Od regularnih vozača, prvenstvom je dominirao Beltoise s pet pobjeda, od kojih je dvi "naslijedio" od Rindta. Henri Pescarolo nije pobjeđivao ove sezone, no s četiri druga mjesta, osvojio je titulu viceprvaka. Tino Brambilla se pridružio Ferrarija u sredini sezone, te je u listopadu na stazama Hockenheimring i Vallelunga ostvario dvije pobjede. Na prvoj utrci sezone 7. travnja, koja se vozila također na Hockenheimringu, poginuo je Jim Clark.

## Poredak
| Mjesto | Vozač                | Bodovi |
| ------ | -------------------- | ------ |
| 1.     | Jean-Pierre Beltoise | 48     |
| 2.     | Henri Pescarolo      | 30     |
| 3.     | Tino Brambilla       | 26     |
| 4.     | Brian Redman         | 15     |
| 5.     | Derek Bell           | 15     |
| 6.     | Jackie Oliver        | 15     |
| 7.     | Kurt Ahrens Jr.      | 13     |
| 8.     | Piers Courage        | 13     |
| 9.     | Clay Regazzoni       | 8      |
| 10.    | Chris Irwin          | 8      |
| 11.    | Peter Gethin         | 7      |
| 12.    | Robin Widdows        | 7      |
| 13.    | Andrea de Adamich    | 6      |
| 14.    | Jo Schlesser         | 4      |
| 15.    | Richard Attwood      | 4      |
| 16.    | Brian Hart           | 4      |
| 17.    | Chris Lambert        | 3      |
| 18.    | Alan Rees            | 3      |
| 19.    | Silvio Moser         | 3      |
| 20.    | Chris Williams       | 2      |
| 21.    | Jorge de Bagration   | 2      |
| 22.    | Jean-Pierre Jaussaud | 2      |
| 23.    | Éric Offenstadt      | 2      |
| 24.    | David Hobbs          | 2      |
| 25.    | Alistair Walker      | 1      |